# Нахапетов, Родион Рафаилович
Родио́н Рафаи́лович Нахапе́тов (род. 21 января 1944, Пятихатки, Днепропетровская область, УССР) — советский, американский и русский актёр кино и дубляжа, кинорежиссёр, сценарист и продюсер; народный артист РСФСР (1985), лауреат Государственной премии СССР (1986).

## Биография
Родился 21 января 1944 года в городе Пятихатки Днепропетровской области Украинской ССР, во время бомбардировки в развалинах одного из домов, где укрывалась его мать — связная подпольной организации «Родина». Как позднее вспоминал Нахапетов:

«Незадолго до того, как дать мне жизнь, мама получила особое задание: нужно было перейти линию фронта и передать от партизан важные сведения в действующую армию. На этом пути она пережила тяжёлые испытания: была приговорена к смерти, бежала из концлагеря, выполнила порученное, а возвращаясь назад, попала под страшную бомбёжку в городе Пятихатки. Во время этой бомбёжки я и родился. Маме пришлось прикрывать меня подушкой, оберегая от осколков и камней, которые сыпались отовсюду…»

Мать Нахапетова назвала сына в честь партизанского отряда именем «Родина». В школе друзья называли для краткости Радиком. Позднее, когда Нахапетов получал паспорт, в паспортном столе Днепропетровска, посчитав что слово «родина» женского рода, последнюю букву убрали и записали имя как «Родин», то есть мужского рода. После съёмок в картине «Первый снег» редактор, просматривая титры, решил, что это ошибка и исправил «опечатку», вписав «недостающую» букву. Так Родина Нахапетов стал Родионом Нахапетовым.
По окончании Великой Отечественной войны жил у бабушки в селе Скалеватка на Криворожье, откуда в 1949 году переехал с матерью в Днепропетровск. Первые годы в Днепропетровске семья снимала угол с кроватью и находилась в сильной материальной нужде. Мать Родиона сначала работала пионервожатой в пионерском лагере, а с сентября 1950 года — учителем украинского языка и литературы в средней школе № 34 Днепропетровска.
В 1951 году у матери в возрасте 29 лет обнаружили туберкулёз, в связи с чем она была госпитализирована, а малолетний Родион Нахапетов, при содействии школы, был отправлен на воспитание в Новомосковск в детский дом. После выписки из больницы в 1954 году мать забрала Родиона из детского дома.
Работая некоторое время воспитателем в лагере для политзаключённых, мать Родиона помогала заключённым, передавая их письма на волю.
Весной 1962 года после того, как написала письмо Н. С. Хрущёву, чтобы он во всём разобрался, за проявленную активность в оказании помощи политзаключённым её определили на лечение в психиатрическую больницу на Игрени. Спустя некоторое время Родиону удалось вызволить её оттуда, но в 1966 году она умерла от рака, как он считал, спровоцированного уколами.
Позже Нахапетов снял об этом случае фильм «Психушка» («Заражение»). По воспоминаниям Нахапетова, работа над сценарием оказала на него чрезвычайно сильное эмоциональное воздействие.
Бедный послевоенный быт и постоянная материальная нужда закалили характер Нахапетова и воспитали стремление во что бы то ни стало вырваться из бедности и стать известным человеком. Будучи уже известным советским актёром, приехав в начале 1970-х в Днепропетровск, Нахапетов на встрече с другом детства сказал, что, вероятно, в этот город больше не вернётся.
Друзья детства вспоминают, что Нахапетов был малообщительным, но покладистым и недрачливым мальчиком. Гулять с друзьями не любил, предпочитая развлечениям игру в шахматы, чтение книг и участие в драмкружке.
Вслед за другом Женей Безрукавым, окончившим ту же школу № 34, Родион поступил в Днепропетровское театральное училище, заслужив у дворовых ребят кличку «актюр». Не доучившись, в 1960-м он уехал в Москву.
Благодаря уделявшей большое внимание его воспитанию матери, Нахапетов ещё в школе увлёкся научно-фантастической литературой. Занимался в судомодельном кружке, серьёзно увлекался рисованием и музыкой, но по семейным причинам не смог развить эти навыки. Наиболее сильным было увлечение театром, чему способствовали занятия в драматическом кружке при Дворце культуры, где получил первые навыки актёрской игры. Желание Нахапетова стать актёром укрепилось после того, как он побывал на творческой встрече с известными актёрами отечественного кино того времени — Борисом Андреевым, Мариной Ладыниной, Сергеем Бондарчуком.
По окончании школы, в 16 лет, с первой попытки поступил на актёрский факультет ВГИКа (мастерская Юлия Райзмана). В связи с тем, что Райзман в силу занятости в съёмках мало уделял внимания группе, обучением будущего актёра занимался актёр МХАТа — Анатолий Шишков, а также преподаватели Александр Бендер и Эмилия Кравченко. Родион Нахапетов окончил актёрский факультет ВГИКа в 1965 году.
В 1972 году Родион Нахапетов окончил режиссёрский факультет ВГИКа (мастерская Игоря Таланкина).
С 1978 года — актёр и режиссёр киностудии «Мосфильм».
К концу 1980-х годов Нахапетов уже не видел для себя перспектив в новом российском кино. Фильм Нахапетова «На исходе ночи», снятый на «Мосфильме», но не получивший широкого признания в СССР, покупается известной голливудской киностудией «20th Century Fox».
В 1989 году Нахапетов по приглашению своего знакомого уехал работать в США, оставшись на постоянное жительство. Вскоре после выезда Нахапетов расторгнул брак с Верой Глаголевой, оставив ей двух детей, и женился на своём менеджере Наталье Шляпникофф, работавшей в то время в Ассоциации независимого телевидения США.
С 2003 года Нахапетов постоянно живёт и работает в России.

## Семья и личная жизнь
Отец — Рафаил Татевосович Нахапетов — армянин. Родители Родиона Нахапетова познакомились в партизанском отряде на Криворожье. После окончания Великой Отечественной войны отец вернулся в Армению, где у него уже была другая семья. Своего отца Родион Нахапетов до десяти лет считал погибшим на войне.
Мать — Галина Антоновна Прокопенко (1922—1966), украинка, работала учительницей в сельской школе.
Некоторое время у Родиона Нахапетова был отчим — школьный учитель математики, который покинул семью в период, совпавший с началом болезни матери.
Двоюродный дед по материнской линии — Игнат Алексеевич Моисеенко, известен как писатель Игнат Простой.
Первая жена — Вера Витальевна Глаголева (1956—2017), с которой он познакомился на съёмках своего фильма «На край света». Брак закончился разводом.
Дочь — Анна Нахапетова (род. 1978), актриса и балерина, артистка балета Большого театра.
Дочь — Мария Нахапетова (род. 1980), окончила художественный факультет ВГИКа.
Вторая жена — Наталья Шляпникова (Наташа Шляпникофф), гражданка США из семьи русских эмигрантов, кино- и телепродюсер.

### Благотворительная деятельность
В 1993 году совместно с Наташей Шляпникофф создал благотворительный фонд помощи детям с врождённым пороком сердца «Nakhapetov friendship foundation» (Фонд дружбы Нахапетова).

## Творческая деятельность

### В СССР

#### Актёр
Ещё в институте Нахапетов, проявляя серьёзное и уважительное отношение к учёбе и легко импровизируя, умел добиться максимальной выразительности образа своих героев. К окончанию ВГИКа Родион Нахапетов для защиты диплома уже имел две главные сыгранные роли — инженера Гены в фильме «Живёт такой парень» (1964) режиссёра Василия Шукшина и молодого поэта Коли Терентьева в фильме «Первый снег» (1964) режиссёров Бориса Григорьева и Юрия Швырёва. Тогда же он снялся и в фильме о молодёжи 1960-х «Мне двадцать лет» (другое название — «Застава Ильича») режиссёра Марлена Хуциева.
С первой же кинороли в характере актёра проявились индивидуальность, внутренняя сдержанность и сила. К изучению характера своих героев Родион Нахапетов изначально подходил как зрелый профессиональный актёр. Так, для органичного вливания в образ В. И. Ленина в дилогии режиссёра Марка Донского «Сердце матери» (1965) и «Верность матери» (1966), в которой сыграл три разновозрастные роли Владимира Ленина — юного, молодого и зрелого, Родион перечитал ряд ленинских статей и книг. Эта работа послужила экзаменом на профессиональную и человеческую зрелость актёра. Творческое сотрудничество с Марком Донским во многом определили отношение Нахапетова к своей профессии, сформировали его как актёра. Известно, что Марк Донской относился к Родиону по-отечески и с большой теплотой.
Популярность и зрительская любовь к Родиону Нахапетову пришла после снятых на киностудии «Узбекфильм» фильмов «Нежность» (1966) и «Влюблённые» (1969) режиссёра Эльёра Ишмухамедова, с которым Нахапетов подружился ещё в институте. В трёх новеллах фильма «Нежность» Нахапетов (Тимур) трогательно, но без слащавости играет неразделённую, внезапно и трагично оборвавшуюся любовь-предчувствие. В последовавшем вскоре фильме «Влюблённые» Родион играет пожарного-взрывника, которого авторы фильма наделили некоторыми биографическими данными самого Родиона Нахапетова и дали ему прежнее имя актёра — Родин.
Именно после этих работ за актёром закрепилось амплуа немногословного интеллигентного молодого человека 1960-х годов, в определённом смысле героя своего времени.
За роль разведчика Максима Исаева в фильме «Пароль не нужен» режиссёров Бориса Григорьева и Юрия Швырёва Родиону Нахапетову была присуждена премия Всесоюзного кинофестиваля 1968 года.
В исполнении Родиона Нахапетова зрителям запомнилась роль темпераментного революционера — левого экстремиста Бенедикто из вымышленной латиноамериканской страны в остросюжетном фильме «Это сладкое слово — свобода!» (1972) режиссёра Витаутаса Жалакявичуса.
Особую популярность и зрительскую симпатию Родион Нахапетов получил, исполнив роль кинооператора Виктора Потоцкого в историко-приключенческой драме Никиты Михалкова «Раба любви» (1976).
Несомненной актёрской удачей является роль мужественного морского лётчика, старшего лейтенанта Александра Белоброва в героической киноповести — фильме «Торпедоносцы» (1983) режиссёра Семёна Арановича. За эту работу Нахапетов был удостоен Серебряной медали имени Довженко и Государственной премии СССР.
В 2004 году, спустя тридцать пять лет после выхода фильма «Влюблённые», Родион Нахапетов снова снялся у режиссёра Эльёра Ишмухамедова в фильме «Влюблённые-2», в котором сыграл прежнего своего героя — Родина, постаревшего на двадцать лет.

#### Режиссёр
Ещё студентом актёрского отделения ВГИКа Родиона Нахапетова приглашал на учёбу в свою режиссёрскую мастерскую Игорь Таланкин. Но, только спустя несколько лет, после работы с Марком Донским над дилогией «Сердце матери» и «Верность матери», будучи уже сложившимся актёром, Родион Нахапетов решил заняться режиссурой.
Первыми режиссёрскими пробами Нахапетова стали две учебные короткометражки — «Помнишь?» и «Вино из одуванчиков» (1972). Первая, основанная на личных воспоминаниях картина, о жившем в детском доме мальчике, о становлении характера. Вторая — построенная на музыке экранизация одноимённой повести Рэя Бредбери.
Первой полнометражной режиссёрской работой Нахапетова стал фильм — «С тобой и без тебя» (1973), представленный им на Международном кинофестивале в Сан-Франциско в 1975 году и позднее получивший премию ежегодного смотра фильмов «Фемина» в Бельгии, (1976).
Этот фильм — история любви героев Марины Неёловой и Юозаса Будрайтиса на фоне раскулачивания зажиточных хуторян.
Второй фильм Родиона Нахапетова — «На край света…» (1975) получил Большой приз Международного кинофорума «Человек — труд — творчество» в Любляне, (1976). Фильм подвергался многочисленным правкам и трудно выходил на экран, однако имел успех у зрителя. Главную роль в фильме исполнила Вера Глаголева, впоследствии ставшая женой режиссёра.
С первых фильмов главной темой режиссёрских работ Нахапетова стали любовь, борьба с бегом времени, отстаивание надежд или их утрата под давлением обстоятельств.
Для исполнения ролей в экранизации пьесы Максима Горького «Враги» Родион Нахапетов собрал целое созвездие талантов: Иннокентия Смоктуновского, Николая Гриценко, Николая Трофимова, Елену Соловей, Марину Неёлову, Регимантаса Адомайтиса, Юозаса Будрайтиса, Веру Глаголеву.
В 1980 году Нахапетов по повести Бориса Васильева поставил телефильм «Не стреляйте в белых лебедей», получивший приз на Всесоюзном кинофестивале телефильмов в Ереване (1981). Картина повествует о сложных отношениях человека и общества, о любви к природе, гуманизме и справедливости. Как и предыдущие работы, фильм с трудом прошёл цензурные преграды, но на экране имел огромный зрительский успех. В главных ролях снялись уже известные актёры Станислав Любшин и Нина Русланова.
В результате несогласия с тем, что окончательный вариант сценария значительно отличался от повести, Борис Васильев, участвовавший в создании сценария, потребовал снять свою фамилию из титров.
Музыкальный фильм «О тебе» (1981), с Верой Глаголевой в главной роли, получил приз «Золотая нимфа» на МТФ в Монте-Карло, (1983). Это фильм о наделённой даром не говорить, а петь героине, вступившей в разлад с самой собой из-за компромисса с окружающим миром.
Последним снятым Нахапетовым в СССР фильмом был «На исходе ночи». Несмотря на отсутствие большого зрительского успеха в СССР, фильм был приобретён голливудским мейджором «XX век Фокс» для мирового кинопроката.
В дополнение к основной, режиссёрской работе Р. Нахапетов также пробовал себя и в качестве композитора, написав музыку к двум документальным фильмам.

### В США
После переезда в США первоначальные попытки реализовать себя в американском кино, несмотря на активную поддержку новой жены, не увенчались успехом. Написанные им многочисленные сценарии и синопсисы оказались невостребованными, и только через два года, в 1992 году, когда Родион Нахапетов с женой Натальей уже собирались возвращаться в Россию, ему удалось подписать первый голливудский контракт на съёмку остросюжетного художественного фильма «Телепат» («Stir») по сценарию Эрика Ли Бауэрса (Eric Lee Bowers), который вышел в прокат в 1997 году. Главные роли исполняли такие известные и популярные в США актёры, как Трейси Лордс, Майкл Дж. Поллард, Карен Блэк, Тони Тодд, Рено Уилсон и другие. В небольшой роли снялся и сам режиссёр.
В этом фильме режиссёр впервые работал в новом для себя, но популярном у американского зрителя киножанре — фантастическом триллере. По признанию самого режиссёра, если в СССР он, как правило, снимал драмы, то «живя в Америке, мне хотелось попробовать себя в ином жанре, как мне казалось, более востребованном здесь — в жанре саспенс-триллер. Осваивать новую художественную территорию мне было интересно».
Для съёмок этого фильма Нахапетов с женой в 1995 году создали свою кинокомпанию «RGI Productions», на которой после «Телепата», в сотрудничестве с каналом «ОРТ», снял три «американские» серии популярного в СНГ телесериала «Убойная сила-2» под общим названием «Миссия выполнима». В съёмках этих серий Нахапетов принял участие как актёр, режиссёр и продюсер.
Успех этого сотрудничества привёл к реализации следующего совместного российско-американского проекта — созданию 12-серийного остросюжетного детективного телефильма «Русские в городе ангелов», который вышел на экран в 2002 году. Сценарий к фильму написал Родион Нахапетов. В этом фильме Нахапетова, кроме снимавшейся у него ранее Карен Блэк, снимались такие звёзды американского кино, как Эрик Робертс (Eric Roberts), Лейн Дэвис (Lane Davies), Шон Янг (Sean Young), Гэри Бьюзи (Gary Busey), Эрик Эстрада (Erik Estrada), а также известные и любимые зрителями российские киноактёры: Лев Дуров, Владимир Стеклов, Валерий Николаев, Лидия Федосеева-Шукшина, Екатерина Редникова и другие. Главную роль исполнил сам Нахапетов. В одной из ролей в этом фильме снялась его старшая дочь Анна.
Следующий полнометражный фильм-триллер «Пограничный блюз» («Border Blues») по своему сценарию Нахапетов снял с уже сложившимся актёрским составом. Главные роли в фильме исполнили снимавшиеся в предыдущем фильме режиссёра Эрик Робертс, Гари Бьюзи, Эрик Эстрада, Екатерина Редникова и Владимир Стеклов. Фильм вышел на экран в 2004 году. Бюджет фильма составил $10 000 000.
В том же году вышла на экран снятая режиссёром в России на киностудии «Централ Партнершип» по сценарию Ганны Оганесян-Слуцки (Hanna Hovhannes Oganesyan-Slutski) многосерийная лирическая комедия «Моя большая армянская свадьба». Роли в фильме исполняли звёзды армянского и российского кино Армен Джигарханян, Марат Башаров, Мария Шукшина, Наталья Андрейченко и другие. Режиссёр сыграл в фильме небольшую роль отца главной героини.
После «Армянской свадьбы» Нахапетов написал сценарий и снял по нему на киностудии своей компании «RGI Productions» психологический триллер «Заражение» («Contamination»). Сценарий частично основан на реальных событиях, происшедших в начале 1960-х годов с матерью режиссёра.
Наряду с постоянными актёрами режиссёра — звёздами американского кино Эриком Робертсом и Карен Блэк, в этом российско-американском фильме снимались и известные российские актёры — Андрей Смоляков, Игорь Арташонов, Александр Андриенко и другие. В фильме исполнила роль и младшая дочь режиссёра — Мария. Фильм вышел в прокат в 2007 году. В 2008 году на кинофестивале «Золотой феникс» режиссёр за этот фильм получил Специальную премию Гильдии актёров кино России в номинации за продвижение российской культуры в мировой кинематограф.
Кроме художественного кино, на студии «RGI Productions» Нахапетов снял три полнометражных документальных фильма.

## Фильмография

### Актёр
- 1964 — Живёт такой парень — инженер Гена
- 1964 — Первый снег — рассказчик, друг Коли Терентьева
- 1964 — Застава Ильича (Мне двадцать лет) — красноармеец, в титрах Р. Накопятов
- 1965 — Сердце матери — В. И. Ленин
- 1966 — Верность матери — В. И. Ленин
- 1966 — Нежность — Тимур
- 1967 — Пароль не нужен — Всеволод Владимиров, он же Максим Максимович Исаев
- 1967 — Прямая линия — учёный Володя Белов
- 1969 — Влюблённые — Родин
- 1969 — Старый дом — Огарёв
- 1972 — Это сладкое слово — свобода! — Бенедикто
- 1975 — Мечтать и жить — Константин Петрович, режиссер
- 1976 — Раба любви — Виктор Потоцкий, оператор, подпольщик
- 1978 — Подозрительный — Димитриу
- 1980 — Валентина — следователь Владимир Михайлович Шаманов
- 1981 — Перед закрытой дверью — Мурад Дашдамиров, осужденный на 3 года заключения за драку
- 1981 — Сужу тебя любовью / Súdim ta láskou — Сопко
- 1982 — Две главы из семейной хроники — Гаммер в молодости
- 1982 — Человек, который закрыл город — Алексей Иванович Рогов, следователь прокуратуры
- 1983 — Поздняя любовь — Николай Андреевич Шаблов, старший сын, проигравшийся адвокат
- 1983 — Серафим Полубес и другие жители Земли — Никита Завьялов, эксперт
- 1983 — Торпедоносцы — лётчик Александр Белобров, гвардии старший лейтенант, командир экипажа
- 1984 — Прости нас, первая любовь — Алик, архитектор-реставратор
- 1985 — Прыжок — Кустовский
- 1986 — Покушение на ГОЭЛРО — Игорь Николаевич Борисов, сотрудник советского торгпредства
- 1987 — На исходе ночи — эпизод (нет в титрах)
- 1988 — Полёт птицы — Глеб, оператор-документалист
- 1988 — Утреннее шоссе — таксист Антон Клямин
- 1989 — Оно — Эраст Андреевич Грустилов
- 1997 — Телепат — главный мафиозо
- 2000—2001 — Убойная сила-2 — Женя Митин
- 2001 — Кровь успеха / The Blood of Success — Роман
- 2002 — Русские в городе ангелов — Андрей Сомов
- 2004 — Пограничный блюз / Border Blues — Сомов
- 2004 — Влюблённые 2 — Родин
- 2005 — Моя большая армянская свадьба — Григорий, отец Лены
- 2007 — Заражение / Contamination — Василий Ефимович Тельник
- 2007 — Первый дома — шофёр
- 2008 — Наследство — Владимир Леонидович Серов, генерал
- 2013 — Клянёмся защищать — Иван Васильевич Началов, майор
- 2015 — Паук — Сергей Сергеевич Скуратов, начальник отдела кадров Дома моды

#### Телеспектакли
- 1982 — Монт-Ориоль — Поль де Бретиньи
- 1985 — Кто-то должен… — Денис Дробышев, ученый

### Режиссёр
- 1972 — Вино из одуванчиков
- 1973 — С тобой и без тебя
- 1975 — На край света…
- 1977 — Враги
- 1979 — Не стреляйте в белых лебедей
- 1981 — О тебе
- 1984 — Идущий следом
- 1986 — Зонтик для новобрачных
- 1987 — На исходе ночи
- 1997 — Телепат
- 2000 — 2001 — Убойная сила 2 (серия «Миссия выполнима»)
- 2002 — Русские в городе ангелов
- 2004 — Моя большая армянская свадьба
- 2004 — Пограничный блюз / Border Blues
- 2007 — Заражение / Contamination

### Сценарист
- 1972 — Вино из одуванчиков
- 1981 — О тебе
- 1984 — Идущий следом
- 2002 — Русские в городе ангелов
- 2004 — Пограничный блюз / Border Blues
- 2007 — Заражение / Contamination

### Продюсер
- 2000 — 2001 — Убойная сила-2 (сопродюсер)
- 2004 — Пограничный блюз / Border Blues

### Озвучивание
- 1970 — Человек-оркестр — Филипп Эванс (роль Оливье де Фюнеса)
- 1972 — Вино из одуванчиков — старьёвщик (роль Махмуда Эсамбаева)
- 1972 — И дождь смывает все следы — Ален (роль Алена Нуари)
- 1973 — Жестокое лицо Нью-Йорка — Серджио Фуэнтес (роль Серхио Хименеса)
- 1974 — Народный роман — агент Джованни (роль Микеле Плачидо)
- 1976 — Жизнь и смерть Фердинанда Люса — Ганс Дорнброк (роль Юозаса Будрайтиса)
- 1977 — Враги — Яков Бардин (роль Регимантаса Адомайтиса)
- 1977 — Смерть негодяя — Ксавье «Ксав» Марешаль (роль Алена Делона)
- 1979 — Не стреляйте в белых лебедей — Чувалов (роль Ивара Калныньша)
- 1980 — Тегеран-43 — инспектор Фош (роль Алена Делона)
- 1980 — Факт
- 1982 — Кража — конгрессмен Говард Нокс (роль Юозаса Будрайтиса)
- 2014 — Григорий Р. — Николай II (роль Валерия Дегтяря)

## Награды и звания
Государственные награды:
- 1976 — почётное звание «Заслуженный артист РСФСР» — за заслуги в области советского киноискусства[21]
- 1985 — Государственная премия СССР — за роль в фильме «Торпедоносцы»[9][10]
- 1985 — почётное звание «Народный артист РСФСР»[9]
- 2015 — орден Дружбы — за заслуги в развитии отечественной культуры и искусства, многолетнюю плодотворную деятельность[22]

Другие награды, премии, поощрения и общественное признание:
- 1968 — Лауреат Всесоюзного кинофестиваля в номинации «Премии за актёрскую работу»[3][10]
- 1976 — премия ежегодного смотра фильмов «Фемина» (Бельгия) — за фильм о любви «С тобой и без тебя»[9]
- 1976 — Большой приз Международного кинофорума «Человек — труд — творчество» (Любляна) — за фильм «На край света»[9]
- 1981 — приз на ВКФ телефильмов (Ереван) — за многосерийный телефильм «Не стреляйте в белых лебедей»[9]
- 1983 — Приз «Золотая нимфа» на МТФ в Монте-Карло — за лучший сценарий (с Радием Кушнеровичем) музыкального телефильма «О тебе»[9]
- 1984 — Серебряная медаль им. А. П. Довженко — «за роль в фильме „Торпедоносцы“»[3][10]
- 2008 — Специальная премия Гильдии актёров кино России на кинофестивале «Золотой феникс» — за продвижение российской культуры в мировой кинематограф посредством художественного фильма «Заражение»

## Документальные фильмы и телепередачи
- «Голливудские грёзы Родиона Нахапетова» («Первый канал», 2014)[23][24]
- «Родион Нахапетов. „Русский в городе ангелов“» («Первый канал», 2019)[25][26]
- «Родион Нахапетов. „Любовь длиною в жизнь“» («ТВ Центр», 2019)[27]